# Plan cadastral primitif
 (novembre 2015).
 (novembre 2015).
Si vous disposez d'ouvrages ou d'articles de référence ou si vous connaissez des sites web de qualité traitant du thème abordé ici, merci de compléter l'article en donnant les références utiles à sa vérifiabilité et en les liant à la section « Notes et références ».
Le plan cadastral primitif est un document historique élaboré pour répertorier l'ensemble des terrains et bâtiments en Belgique.

## Histoire

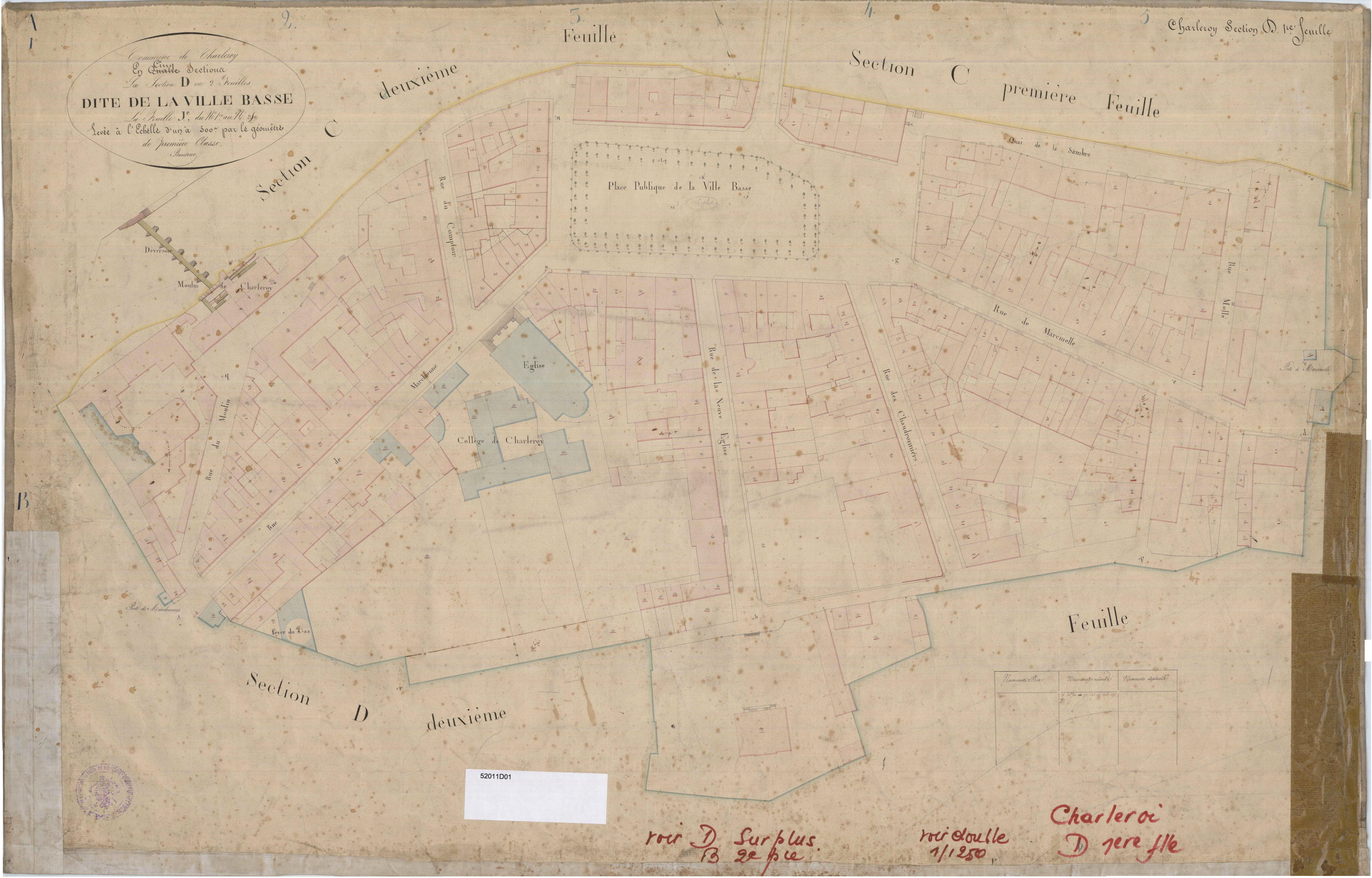
Exemple d'un plan cadastral primitif : Charleroi, section D, dite la Ville Basse, première feuille.

L'idée de répertorier les terrains et bâtiments remonte à la Révolution française, mais elle ne concerne le territoire belge qu'après son annexion en 1795. C'est durant le Consulat que la confection de plans sera mise en œuvre. La loi des Finances du 15 septembre 1807 prescrit d’une part la confection du cadastre parcellaire général par l’arpentage et l’expertise par parcelle de propriété et d’autre part, la tenue à jour annuelle de cette documentation. En 1811, fut publié le recueil méthodique des lois, décrets, règlements, instructions et décisions sur le cadastre de France ; ce document est à la base de l’organisation du cadastre belge, sur le mode « français », en vue d’asseoir l’imposition foncière. 
Les premiers travaux consistèrent à délimiter les communes. Durant plusieurs décennies, des travaux de mesurage du parcellaire furent ensuite exécutés avec une excellente précision compte tenu des moyens techniques de l’époque ; toutefois, ceux-ci se firent de façon individuelle, c’est-à-dire sur base de triangulations locales commune par commune et sans rattachement à la triangulation générale du pays. C'est finalement en 1834 que le cadastre primitif ou "premier cadastre" relatif à nos régions fut terminé. À l'exception des provinces de Limbourg et de Luxembourg pour lesquels il faudra encore attendre jusqu'en 1844 en raison du conflit avec les Pays-Bas. 

## Caractéristiques
23 422 plans primitifs ont été établis en couleur sur papier fort et constituent toujours à l’heure actuelle une documentation de base d’une richesse exceptionnelle à laquelle les professionnels ont fréquemment recours.  Ces plans primitifs sont restés inchangés depuis leur constitution et des plans supplémentaires ont, depuis lors, été constitués afin de représenter annuellement les mutations parcellaires qui se sont produites tant au niveau des limites de propriétés qu’au niveau des autres éléments figuratifs, tels que les bâtiments, les voiries, les cours d’eau, etc.

## Accessibilité
Les plans cadastraux représentant, par commune et par section, tous les bâtiments et propriétés, ainsi que les anciens « procès-verbaux de délimitation », fixant les frontières des communes et des sections, sont consultables en ligne et gratuitement via le moteur de recherche des Archives de l'Etat (AGR). Les plans sont aussi reliés au site Cartesius.be qui permet de faire des recherches géographiques dans la collection des plans cadastraux.